# 달려라 만석아
"달려라 만석아"는 1980년에 개봉한 대한민국의 영화이다.

## 캐스팅
- 정용식 : 만석 역
- 최불암 : 만석의 할아버지 역
- 방희
- 현석 : 만석의 아빠 역
- 여운계
- 김영옥
- 차훈
- 박재호
- 김호정
- 양일민
- 최삼
- 백정자